# 乙酰基六氟锑酸盐
乙酰基六氟锑酸盐是一种化合物，化学式为CH3COSbF6，它是无色的针状晶体。它可由乙酰氟和五氟化锑在1,1,2-三氟三氯乙烷或二氟二氯甲烷中反应制得，它也可由乙酰氯和无水氟锑酸反应得到。它可以单斜晶系P21/m空间群结晶。